# Indigofera micropetala
Indigofera micropetala är en ärtväxtart som beskrevs av Baker f. Indigofera micropetala ingår i släktet indigosläktet, och familjen ärtväxter. Inga underarter finns listade i Catalogue of Life.